# Symphytum ottomanum
Symphytum ottomanum är en strävbladig växtart som beskrevs av Imre Frivaldszky. Symphytum ottomanum ingår i släktet vallörter, och familjen strävbladiga växter. Inga underarter finns listade i Catalogue of Life.